# Tiro con arco en los Juegos Mundiales Militares
La competencia de tiro con arco ha sido disputado en los Juegos Mundiales Militares desde la edición del año 2015.

## Edición 2015
Ganadores de la edición 2015 del tiro con arco en los Juegos Mundiales Militares:
| Evento                      | Oro                                                        | Plata                                                                      | Bronce                                                                       |
| --------------------------- | ---------------------------------------------------------- | -------------------------------------------------------------------------- | ---------------------------------------------------------------------------- |
| Hombres                     |                                                            |                                                                            |                                                                              |
| Individuales                | Shin Jae-hun Corea del Sur                                 | Mauro Nespoli · Italia                                                     | Koo Dae-han Corea del Sur                                                    |
| Individuales discapacitados | Romaios Roumeliotis · Grecia                               | Michael Lukow Estados Unidos                                               | Fabio Tomasulo · Italia                                                      |
| Equipos                     | Corea del Sur Kim Joo-wan Kim Sung-hun Shin Jae-hun        | China Liu Xuanran Meng Han Qi Kaiyao                                       | India Raj Vakil Bulbul Marandi Atul Verma                                    |
| Equipos discapacitados      | Francia Eric Baudrit Sebastien David Raphael Perriraz      | Países Bajos · Paul Gommers · Roger Hack · Wesley van den Wildenberg       | Alemania · Jens Engelke · Martin Neugebauer · Stefan Paschetag               |
| Mujeres                     |                                                            |                                                                            |                                                                              |
| Individuales                | Guendalina Sartori · Italia                                | Zhang Binghong China                                                       | Alena Kuzniatsova · Bielorrusia                                              |
| Equipos                     | Italia · Pia Lionetti · Guendalina Sartori · Elena Tonetta | Mongolia Urantungalag Bishindee Miroslava Danzandorj Ariunbileg Nyamjargal | Bielorrusia · Karyna Dziominskaya · Alena Kuzniatsova · Ekaterina Timofeyeva |
| Mixto                       |                                                            |                                                                            |                                                                              |
| Equipos mixtos              | Mongolia Miroslava Danzandorj Otgonbold Baatarkhuyag       | China Zhang Binghong Qi Kaiyao                                             | Brasil · Sarah Nikitin · Bernardo Oliveira                                   |

## Edición 2019
Ganadores de la edición 2019 del tiro con arco en los Juegos Mundiales Militares de Wuhan:
| Evento                      | Oro                                                                           | Plata                                                       | Bronce                                                |
| --------------------------- | ----------------------------------------------------------------------------- | ----------------------------------------------------------- | ----------------------------------------------------- |
| Hombres                     |                                                                               |                                                             |                                                       |
| Individuales                | Marco Galiazzo · Italia                                                       | Lee Woo-seok Corea del Sur                                  | Qi Kaiyao China                                       |
| Individuales discapacitados | Fabio Tomasulo · Italia                                                       | Fabian Frily Francia                                        | Eugen Pătru · Rumania                                 |
| Equipos                     | China Feng Hao Qi Kaiyao Wang Yan                                             | Italia · Marco Galiazzo · Mauro Nespoli · David Pasqualucci | Corea del Sur Suk Jun-hee Lee Seung-shin Lee Woo-seok |
| Mujeres                     |                                                                               |                                                             |                                                       |
| Individuales                | Elena Richter · Alemania                                                      | Sylwia Zyzańska · Polonia                                   | Inna Stepanova · Rusia                                |
| Individuales discapacitadas | Francia Linda Coyac                                                           | Francia Catherine Denarie                                   | Francia Rose-Marie Maya                               |
| Equipos                     | Bielorrusia · Karyna Dziominskaya · Karyna Kazlouskaya · Aliaksandra Kuratnik | Rusia · Viktoriia Budaeva · Elena Osipova · Inna Stepanova  | Corea del Norte Pak Hyang-sun Ri Ji-hyang Kang Un-ju  |
| Mixto                       |                                                                               |                                                             |                                                       |
| Equipos mixtos              | Rusia · Inna Stepanova · Erdem Tsydypov                                       | China Zheng Yichai Feng Hao                                 | Francia Mélanie Gaubil Thomas Chirault                |

## Cuadro general de medallas
Actualizado al año 2019.
| Rank                | País                | Oro | Plata | Bronce | Total |
| ------------------- | ------------------- | --- | ----- | ------ | ----- |
| 1                   | Italia              | 4   | 3     | 1      | 8     |
| 2                   | Francia             | 2   | 2     | 3      | 7     |
| 3                   | Corea del Sur       | 2   | 1     | 2      | 5     |
| 4                   | China               | 1   | 4     | 1      | 6     |
| 5                   | Rusia               | 1   | 1     | 1      | 3     |
| 6                   | Mongolia            | 1   | 1     | 0      | 2     |
| 7                   | Bielorrusia         | 1   | 0     | 2      | 3     |
| 8                   | Alemania            | 1   | 0     | 1      | 2     |
| 8                   | Brasil              | 1   | 0     | 1      | 2     |
| 10                  | Grecia              | 1   | 0     | 0      | 1     |
| 11                  | Estados Unidos      | 0   | 1     | 0      | 1     |
| 11                  | Polonia             | 0   | 1     | 0      | 1     |
| 11                  | Países Bajos        | 0   | 1     | 0      | 1     |
| 14                  | Corea del Norte     | 0   | 0     | 1      | 1     |
| 14                  | Rumania             | 0   | 0     | 1      | 1     |
| 14                  | India               | 0   | 0     | 1      | 1     |
| Totales (16 países) | Totales (16 países) | 15  | 15    | 15     | 45    |